# تیراتریکول
تیراتریکول (انگلیسی: Tiratricol) که با نامِ «TRIAC» هم شناخته می‌شود، آنالوگ ساختاری هورمون تیروئید است.
این دارو در درمانِ بیماری «مقاومت به هورمون تیروئید» و همچنین در ترکیب با لووتیروکسین، جهت فروکاهیِ هورمون محرکه تیروئید در مواردِ سرطان تیروئید به‌کار می‌رود.
پژوهش‌هایی جهت استفاده از آن در گواتر انجام پذیرفته‌است. تیراتریکول در رفعِ آتروفی‌های ناشی از مصرف کورتون‌ها هم کمی مؤثر بوده‌است.
تیراتریکول با نام‌های تجاری مختلف، به‌عنوان داروی کمکی در کاهش وزن تبلیغ شده‌است. در سال‌های ۱۹۹۹ و ۲۰۰۰ میلادی، سازمان غذا و دارو آمریکا و وزارت بهداشت کانادا، اخطارهایی در زمینهٔ استفاده از این دارو به‌عنوان یک مکمل غذایی منتشر کردند.